# Anthophora marginata
Anthophora marginata är en biart som beskrevs av Smith 1854. Anthophora marginata ingår i släktet pälsbin, och familjen långtungebin. Inga underarter finns listade i Catalogue of Life.